# Stenotaenia antecribellata
Stenotaenia antecribellata är en mångfotingart som först beskrevs av Karl Wilhelm Verhoeff 1898.  Stenotaenia antecribellata ingår i släktet Stenotaenia och familjen storjordkrypare.
Artens utbredningsområde är:
- Ungern.
- Bosnien.
- Kroatien.

Inga underarter finns listade i Catalogue of Life.